# (6505) Muzzio
(6505) Muzzio ist ein Asteroid des äußeren Hauptgürtels, der am 3. Januar 1976 von Astronomen des Felix-Aguilar-Observatoriums (IAU-Code 808) in La Plata in Argentinien entdeckt wurde.
Der Asteroid wurde am 26. September 2007 nach dem argentinischen Astrophysiker Juan Carlos Muzzio (* 1946) benannt, der Direktor des La Plata Institute of Astrophysics ist.